# Phoniscus papuensis
Phoniscus papuensis (Dobson, 1878) è un pipistrello della famiglia dei Vespertilionidi diffuso in Australia e Nuova Guinea.

## Descrizione

### Dimensioni
Pipistrello di piccole dimensioni, con la lunghezza della testa e del corpo tra 41,5 e 60 mm, la lunghezza dell'avambraccio tra 35,4 e 40,2 mm, la lunghezza della coda tra 35,3 e 46,4 mm, la lunghezza del piede tra 7 e 11 mm, la lunghezza delle orecchie tra 11 e 16,5 mm e un peso fino a 6,7 g.

### Aspetto
La pelliccia è lunga, lanosa e leggermente arricciata. Le parti dorsali sono marroni scure o nerastre con la base dei peli marrone scura, la parte centrale divisa in due bande bruno-grigiastra chiara e marrone scura e la punta giallo-dorata, mentre le parti ventrali sono bruno-grigiastre chiare con la punta dei peli bianca. Gli avambracci, il dorso delle zampe e la coda sono ricoperti di peli dorati. Il muso è lungo, appuntito, ricoperto di peli e con le narici ravvicinate. Gli occhi sono piccolissimi. Le orecchie sono lunghe, strette, ben separate, a forma di imbuto, con una concavità sul bordo posteriore appena sotto l'estremità arrotondata e parzialmente ricoperte di papille ghiandolari. Il trago è lungo, lanceolato e con un profondo incavo alla base posteriore. Le ali sono attaccate posteriormente alla base delle dita dei piedi. La coda è lunga ed è completamente inclusa nell'ampio uropatagio. Il calcar è lungo e robusto.

## Biologia

### Comportamento
Si rifugia solitariamente od in piccoli gruppi fino a 20 individui in nidi abbandonati di uccelli, cavità degli alberi, fronde delle palme, nella densa vegetazione e in edifici. Il volo è lento ed altamente manovrato.

### Alimentazione
Si nutre di ragni catturati nelle loro tele e di altri artropodi raccolti sulla vegetazione.

### Riproduzione
Femmine gravide sono state catturate nel mese di maggio.

## Distribuzione e habitat
Questa specie è diffusa in Nuova Guinea, Nuova Britannia, Biak e lungo le coste degli stati australiani del Queensland e del Nuovo Galles del Sud.
Vive nelle foreste pluviali, foreste secondarie e di sclerofille sia secche che umide fino a 1.300 metri di altitudine.

## Conservazione
La IUCN Red List, considerato il vasto areale e la presenza in diverse aree protette, classifica P.papuensis come specie a rischio minimo (Least Concern)).